# Yerik Alzhanov
Yerik Alzhanov (Shyngyrlau, 2 ottobre 1991) è un pugile kazako.

## Palmarès
- Campionati asiatici

Tashkent 2017: argento nei pesi mediomassimi.